# Екодук

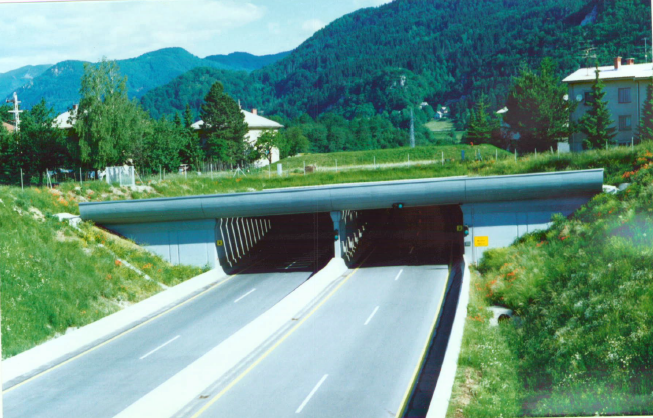
Екодук в Мосте, Словенія

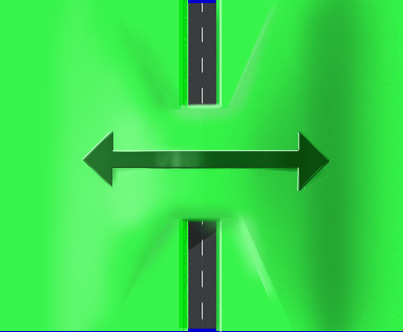
Схема 1: Тварини переходять над дорогою, що йде під екодуком

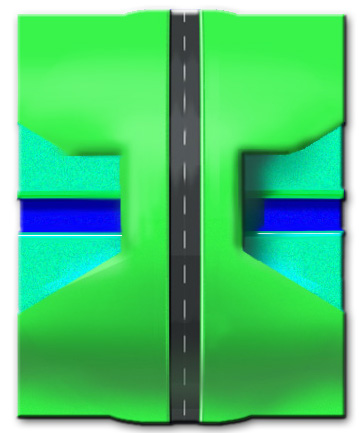
Схема 2: Риби пропливають каналом під дорогою, що йде над екодуком

Екоду́к — міст або тунель, що дозволяє тваринам безпечно перетинати автомобільні дороги. До ширшого поняття «Wildlife crossing» належать: підземні переходи (тунелі), віадуки, шляхопроводи (в основному для великих або стадових тварин); тунелі для земноводних; рибопідіймачі; водопропускні труби (для невеликих ссавців, таких як видра, їжак і борсук);  зелені дахи (для метеликів і птахів).
Подібні структури можуть бути використані також для домашніх тварин.

## Економічне обґрунтування екодуків
Вторгнення в життя диких тварин найчастіше відбувається в ході будівництва залізниць, автодоріг, каналів, ліній електропередач і трубопроводів, — антропогенних бар'єрів. Середовище проживання диких тварин відчутно змінюється, і часто трапляється так, що велика тварина, намагаючись перетнути велику дорогу, провокує аварії. В результаті страждають як люди, під колеса автомобілів яких вибігають тварини, так і самі тварини. Згідно з дослідженням 2005 року, тільки у США пошкодження транспортних засобів у таких пригодах становлять $1,1 млрд.
Цим спричиняється те, що багато проектів екодуків фінансуються страховими компаніями, які таким чином зменшують виплати за пошкоджені автомобілі.

## Екологічне обґрунтування екодуків
Екодуки будуються з метою збереження середовища існування диких тварин, це дає змогу з'єднувати такі середовища, не допускати їх фрагментації. Вони також допомагають уникнути зіткнення між транспортними засобами і тваринами, які на додаток до вбивства або поранення тваринного світу, можуть призвести до травмування людей і ушкодження майна.
Швидка вирубка лісу і надмірне людське втручання в ареал проживання диких тварин призводять до вкрай несприятливих наслідків. Крім того, деякі види зникають через те, що дороги відокремили їх від природного середовища існування і вони не можуть отримати доступ до їжі.
Таким чином, екодук мінімізує конфлікт людини і дикої природи.

## Поширеність екодуків у світі
Перші екодуки були створені у Франції протягом 1950-х років. З тих пір кілька європейських країн, включаючи Нідерланди, Швейцарію, Німеччину і Францію використовували подібні структури. У самих лише Нідерландах є понад 600 тунелів, влаштованих під головними і другорядними дорогами та магістралями, включаючи найдовший у світі екодук довжиною 800 метрів.
Перехрестя для дикої природи стали популярними у Північній Америці. Найвідоміші з них розташовані в Національному парку Банф в Альберті, Канада, де природний парк розділений на дві частини великим Трансканадським шосе. Щоб зменшити ефект від втручання людини в природу, там були побудовані 24 величезних переходи і тунелі, що забезпечило збереження середовища існування та захистило автомобілістів. Ці проходи регулярно використовуються ведмедями, американським лосем, оленями, вовками та лосями. Тварини використовували їх більш ніж 200 000 разів протягом 1996—2002 років.
У США в цілому було побудовано декілька тисяч подібних перехресть.
В Естонії у 2013 році побудували екодук для лосів вартістю €5 млн.
В Ізраїлі найбільший екодук шириною 70 метрів будується на шосе 1.
В Національному парку острова Різдва (Австралія) будують тимчасові мости для міграції крабів.
В Україні екодук («біоперехід») пропонується побудувати на північній об'їзній автомобільній дорозі Львова.
Екодуки — привабливі з погляду естетики споруди. Вони прикрашають пейзаж і привертають увагу туристів, що проїжджають по трасі.

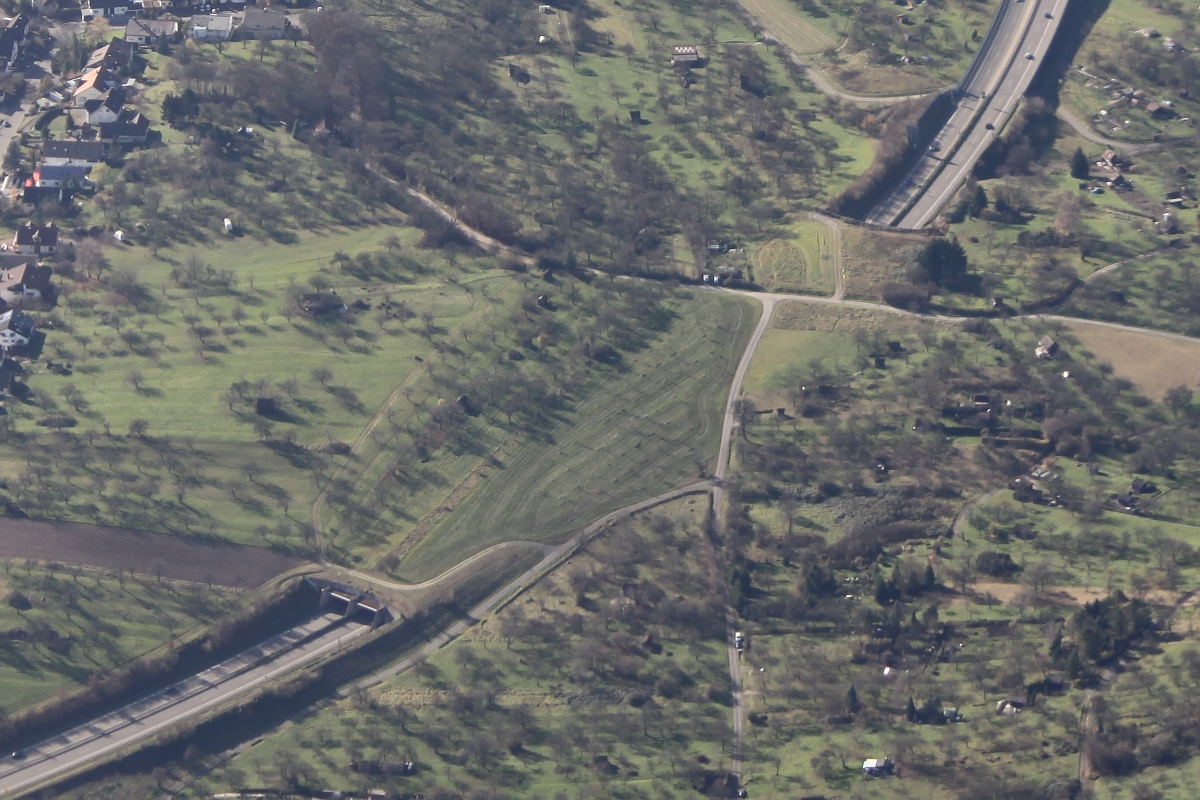
Німеччина
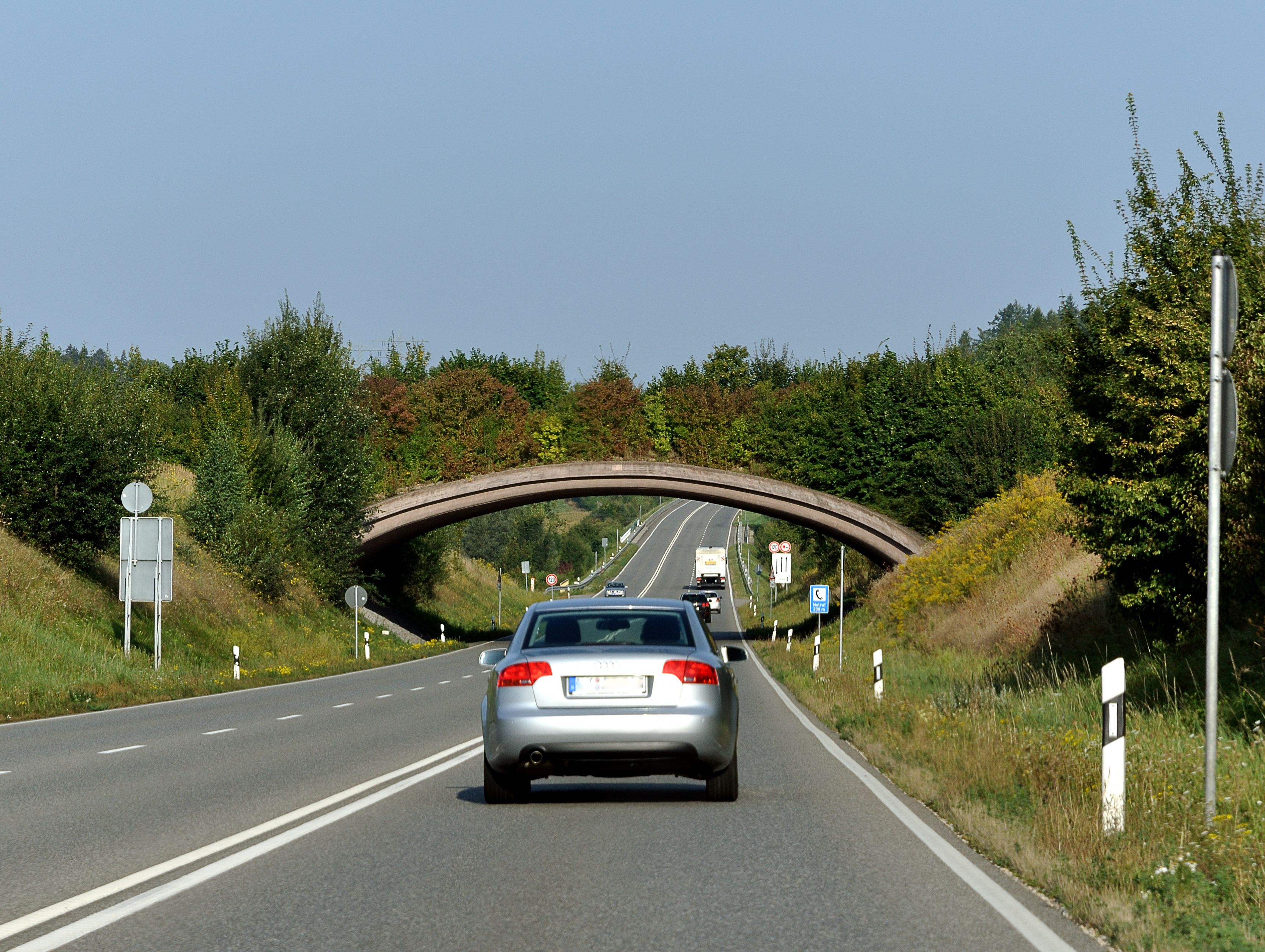
Німеччина
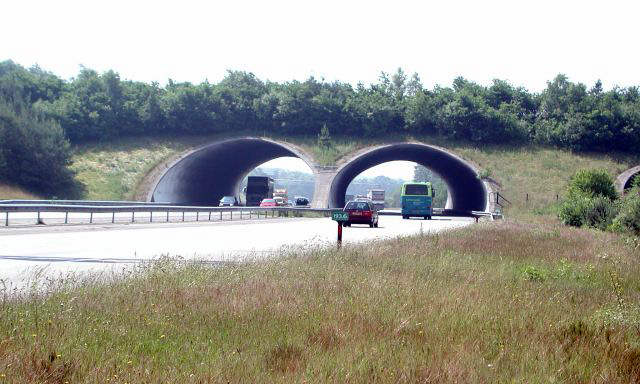
Нідерланди
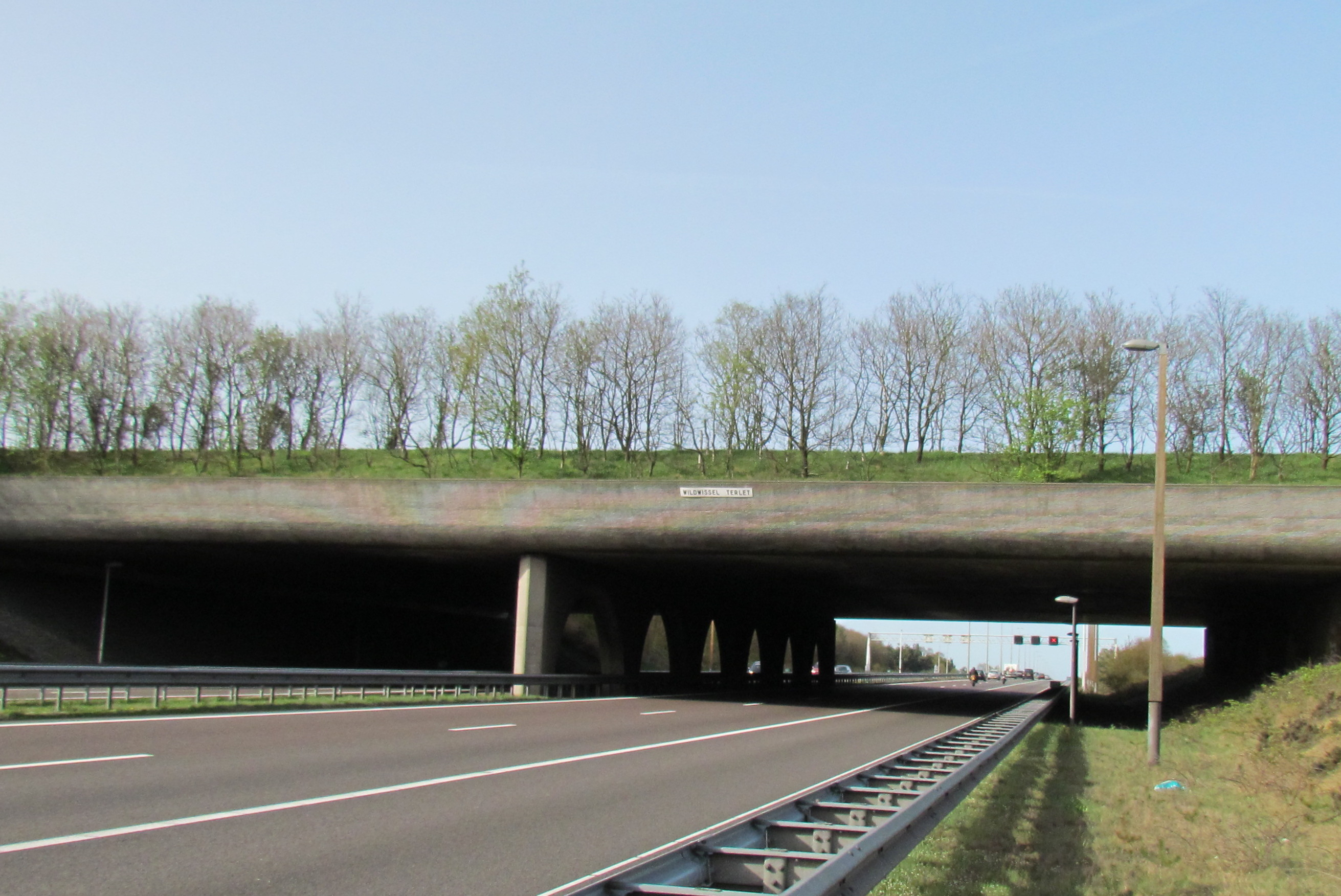
Нідерланди
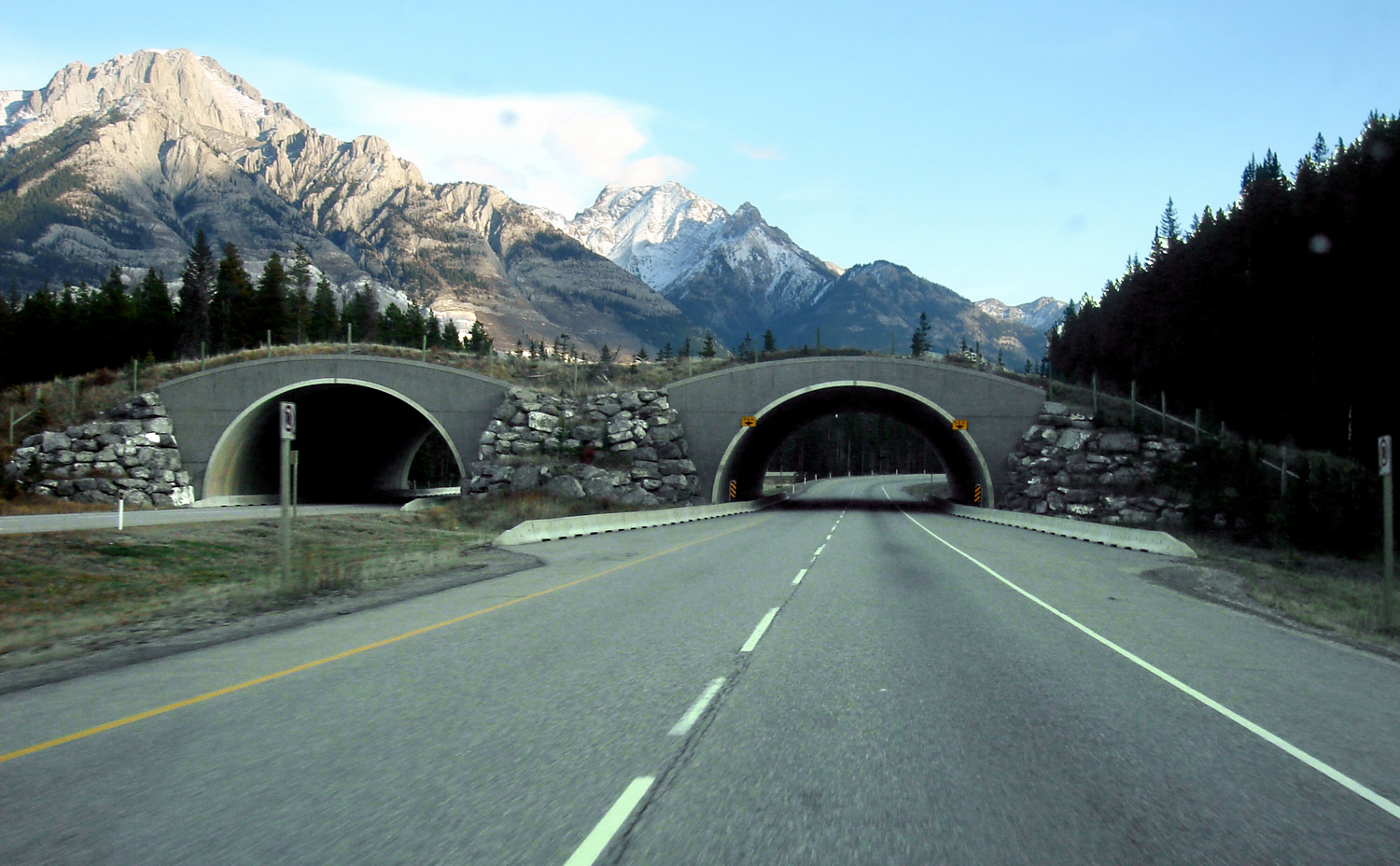
Канада
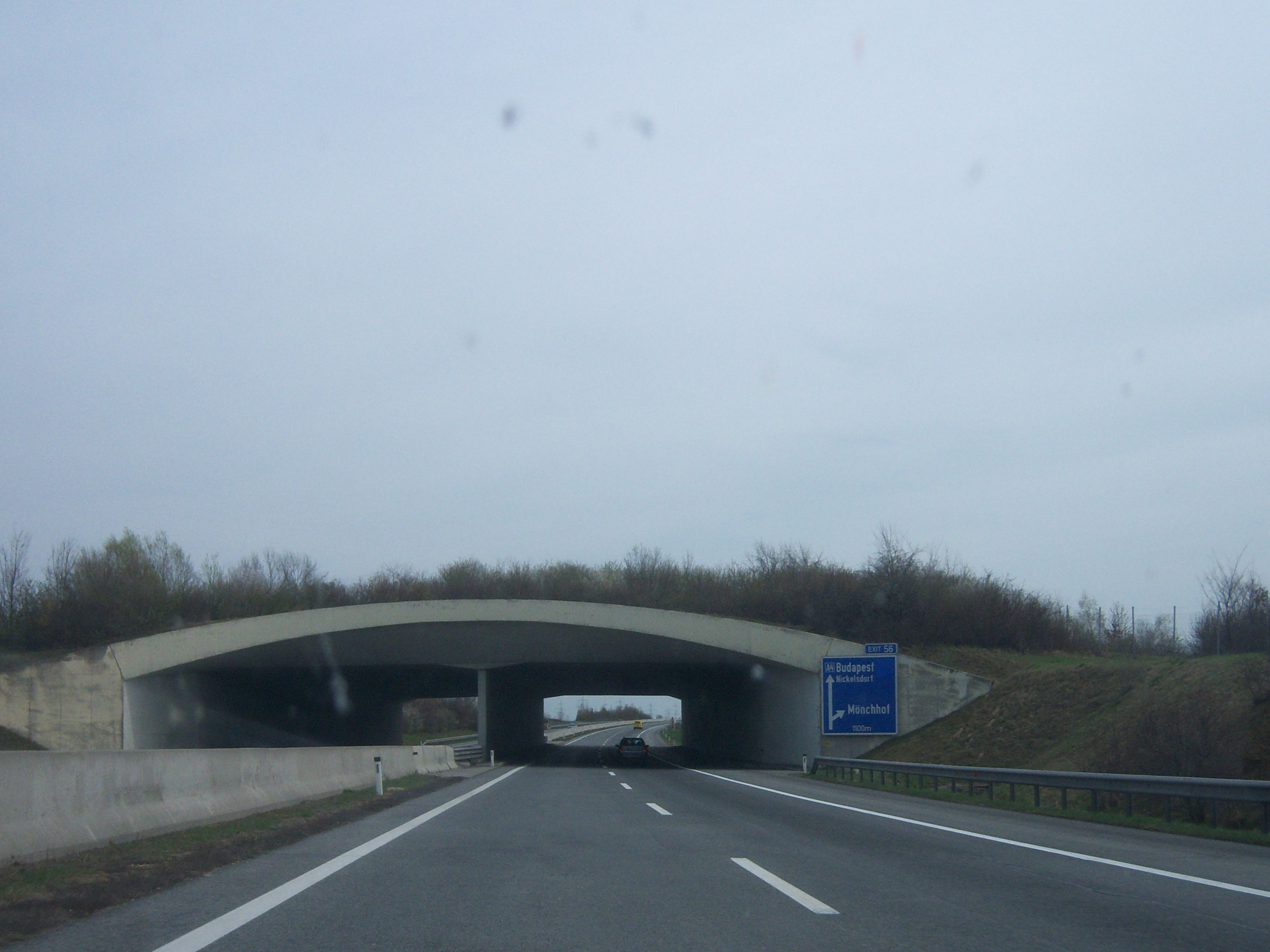
Австрія
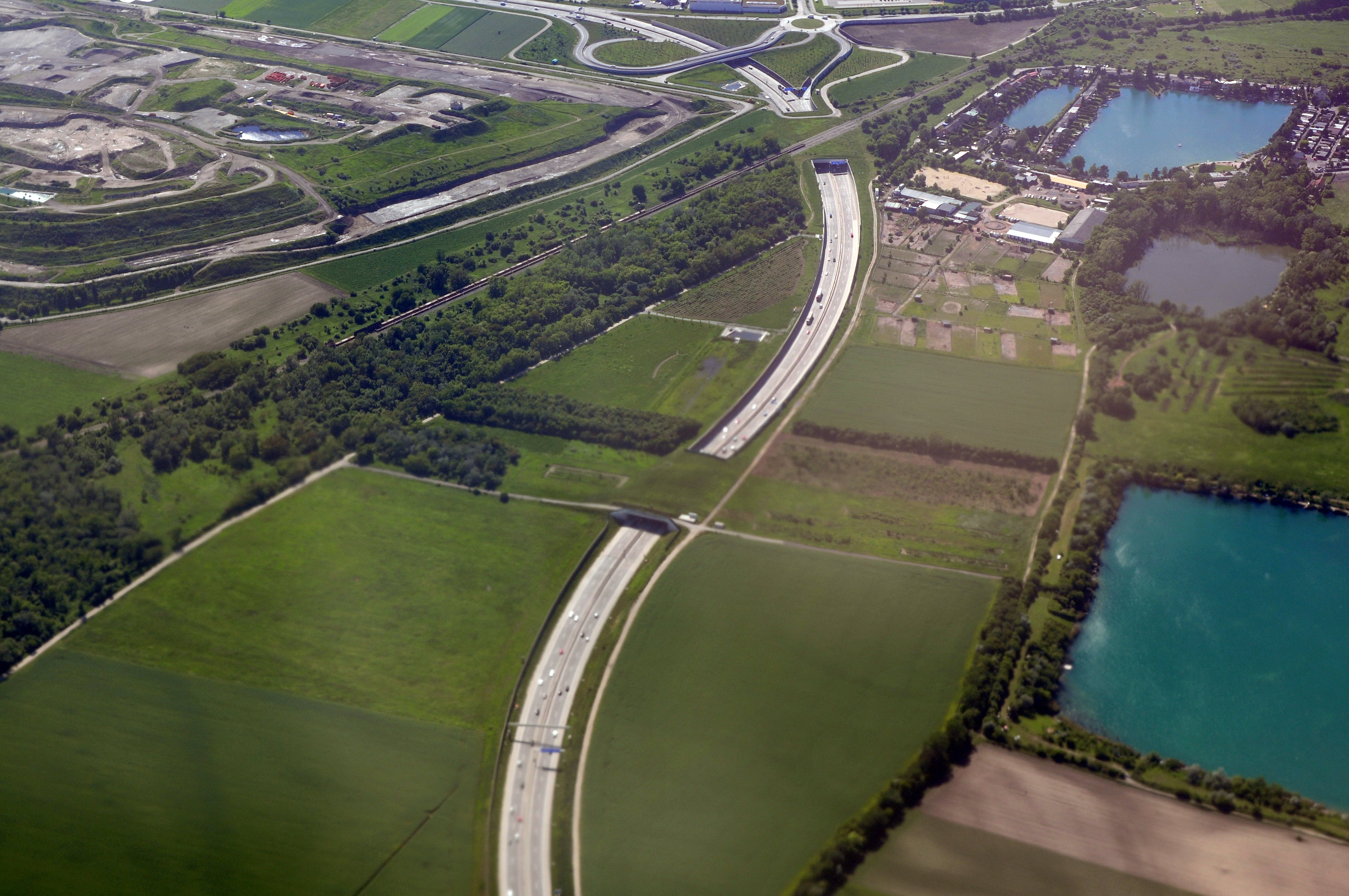
Австрія
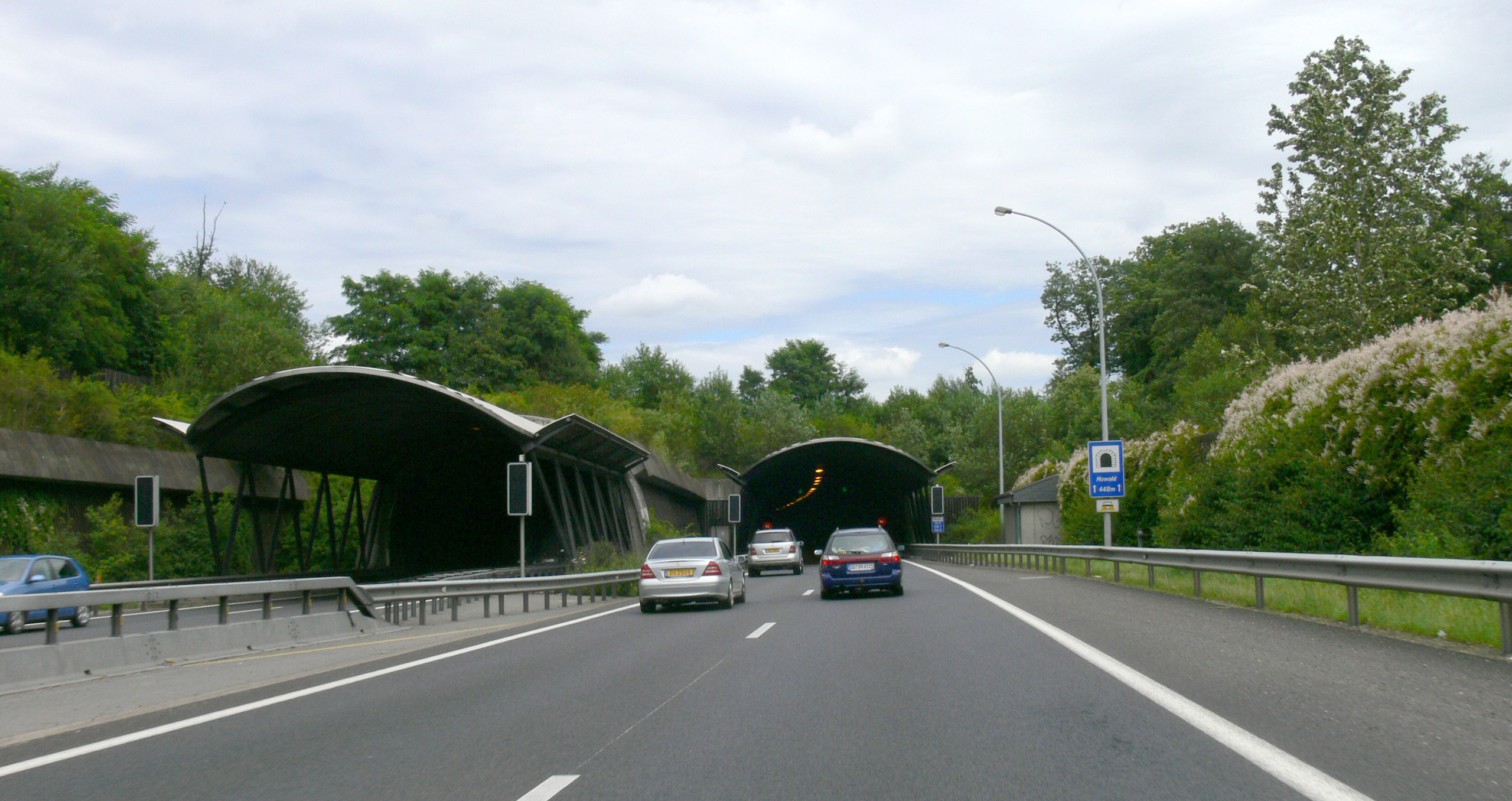
Люксембург
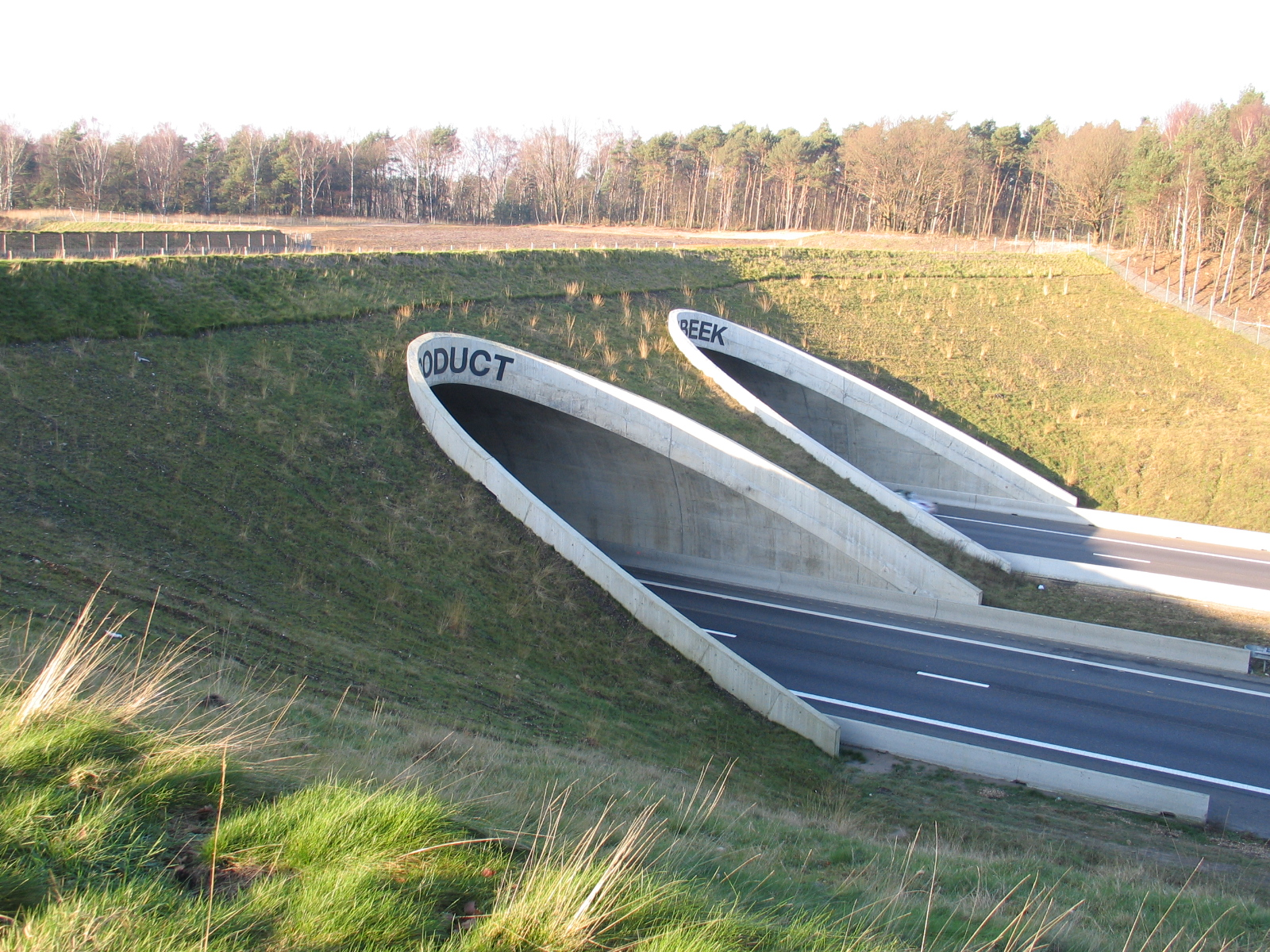
Бельгія
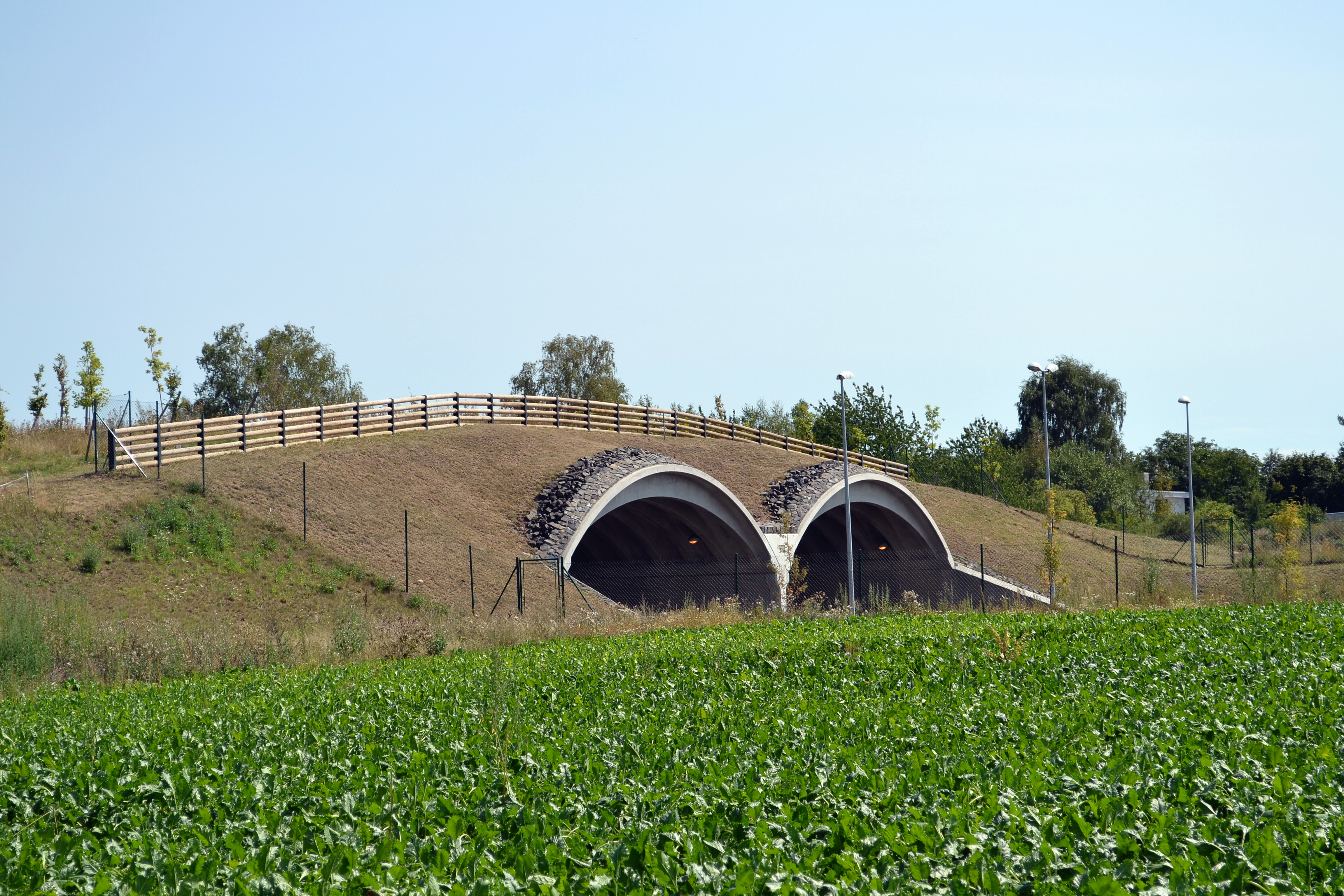
Чехія